# جهاز عصبي ودي
الجهاز العصبي الودي أو الجملة العصبية الودية (بالإنجليزية: Sympathetic nervous system)‏ ويشكل مع الجهاز العصبي اللاودي الجهاز العصبي الذاتي، ويتكون من أعصاب ودية واردة وأعصاب ودية صادرة.

## البنية
يوجد نوعان من العصبونات التي تنقل التنبيه في الجهاز الودي: العصبونات قبل العقدة والعصبونات بعد العقدة. تنشأ العصبونات قبل العقدة (وهي الأقصر) في القسم الصدري القَطَني من الحبل الشوكي وتحديدًا من مستوى الفقرة الصدرية الأولى إلى الفقرة القطنية الثانية أو الثالثة. وتصل إلى العقدة، غالبًا إحدى العقد المجاورة للفقار، حيث تتصل مع العصبونات بعد العقدة. من هناك، تمتد العصبونات بعد العقدة (وهي الأطول) إلى معظم أنحاء الجسم.
في المشبك داخل العقدة، تطلق العصبونات قبل العقدة الأسيتيل كولين، وهو ناقل عصبي ينبه مستقبلات الأسيتيل كولين النيكوتينية في العصبونات بعد العقدة. استجابةً لهذا التنبيه، تطلق العصبونات بعد العقدة النورإبينيفرين (النورأدرينالين)، الذي ينبه المستقبلات الأدرينالية الموجودة في الأنسجة المستهدفة المحيطية. يؤدي تنبيه مستقبلات النورإبينيفرين في الأنسجة المستهدفة إلى التأثيرات المرتبطة بالجهاز الودي. وهناك ثلاثة استثناءات مهمة:
1. تطلق العصبونات بعد العقدة في الغدد العرقية الأسيتيل كولين لتنبيه المستقبلات المسكارينية، باستثناء مناطق الجلد السميك والراحتين والأخمصين، حيث يُطلق النورإبينيفرين وينبه مستقبلات أدرينالينية.
2. تشبه الخلايا أليفة الكروم في لب الغدة الكظرية العصبونات بعد العقدة: يتطور لب الغدة الكظرية مع الجهاز العصبي الودي ويعمل كعقدة ودية مُعدَلَة. وفي هاتين الغدتين الصماويتين، تتشابك العصبونات قبل العقدة مع الخلايا أليفة الكروم، ما يؤدي إلى إطلاق ناقلين: نسبة صغيرة من النورإبينيفرين، ونسبة أكبر من ذلك بكثير من الإيبينيفرين (الأدرينالين). يعد تصنيع وإطلاق الإيبينيفرين بدلًا من النورإبينيفرين سمة مميزة أخرى للخلايا أليفة الكروم مقارنةً بالعصبونات بعد العقدة للجهاز الودي.[7]
3. تطلق الأعصاب الودية بعد العقدة التي تصل إلى الكلى الدوبامين، الذي ينبه مستقبلات الدوبامين D1 في الأوعية الدموية للسيطرة على مقدار الدم الذي يرشح في الكلى. الدوبامين طليعة استقلابية مباشرة للنورإيبينفرين، لكنه ناقل عصبي خاص.[8]

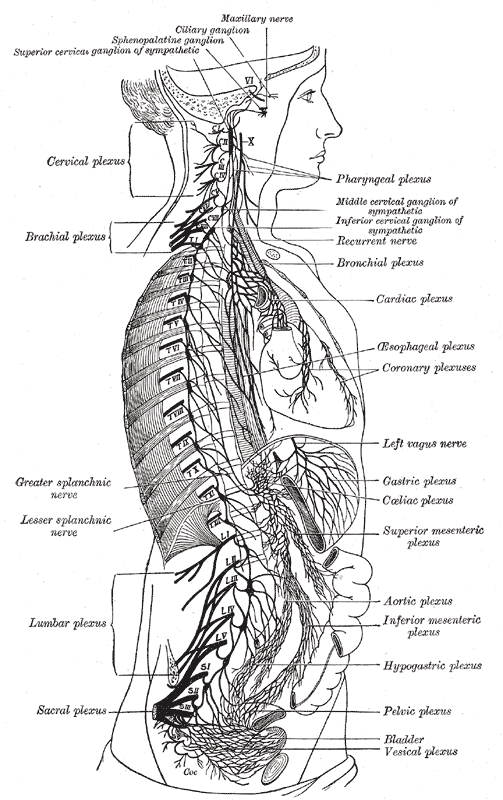
الجهاز العصبي الودي يمتد من الصدر إلى الفقرات القطنية أسفل العمود الفقري ، ولديه اتصالات مع الصدر، البطن، وضفائر الحوض.

## التنظيم
تنشأ الأعصاب الودية قريبًا من مركز الحبل الشوكي في النواة المتوسطة الوحشية للعمود الرمادي الوحشي، تبدأ في مستوى الفقرة الصدرية الأولى من العمود الفقري وتمتد حتى الفقرة القطنية الثانية أو الثالثة. لأن خلاياه تبدأ في القسم الصدري القطني - المناطق الصدرية والقطنية من النخاع الشوكي، يُقال إن الجهاز العصبي الودي ذو تدفق صدري قطني. تخرج محاوير الأعصاب الودية عبر الجذر الأمامي للحبل الشوكي. تمر بجانب العقدة الشوكية (الحسية)، ثم تدخل الشُعب الأمامية للأعصاب الشوكية. بخلاف التعصيب الجسمي، سرعان ما تنفصل عبر الشعب الموصلة البيضاء (تسمى كذلك بسبب أغماد النخاعين البيضاء اللامعة المحيطة بالمحاوير العصبية) التي تتصل بالعقد المجاورة للفقار (العقد قرب العمود الفقري) أو العقد أمام الفقار (التي تقع قرب تشعب الأبهر) وتمتد في جوار العمود الفقري.
للوصول إلى الأعضاء والغدد المستهدفة، يجب أن تسير محاوير الاعصاب الودية مسافاتٍ طويلة في الجسم، ولذلك، تنقل الكثير من المحاوير التنبيه إلى خلية ثانية عبر مشبك عصبي. ترتبط نهايات المحاوير عبر المشبك باستطالات الخلية الثانية. تطلق الخلية الأولى (الخلية قبل المشبك) ناقلًا عصبيًا في الشق المشبكي لتنبيه الخلية الثانية (الخلية بعد المشبك). بعد ذلك، تُنقل الرسالة إلى الوجهة النهائية.

## تأثيره على أعضاء الجسم
- الجهاز العصبي الودي يمكن أن يزيد من معدل ضربات القلب، ويوسع الممرات الهوائية، ويقلل من حركة الأمعاء الغليظة، ويسبب انقباض الأوعية الدموية (باستثناء الشرايين الدماغية والتاجية)، ويزيد من حركة المريء، والعديد من التغييرات الأخرى في الجسم.العين: يسبب توسع في حدقة العين

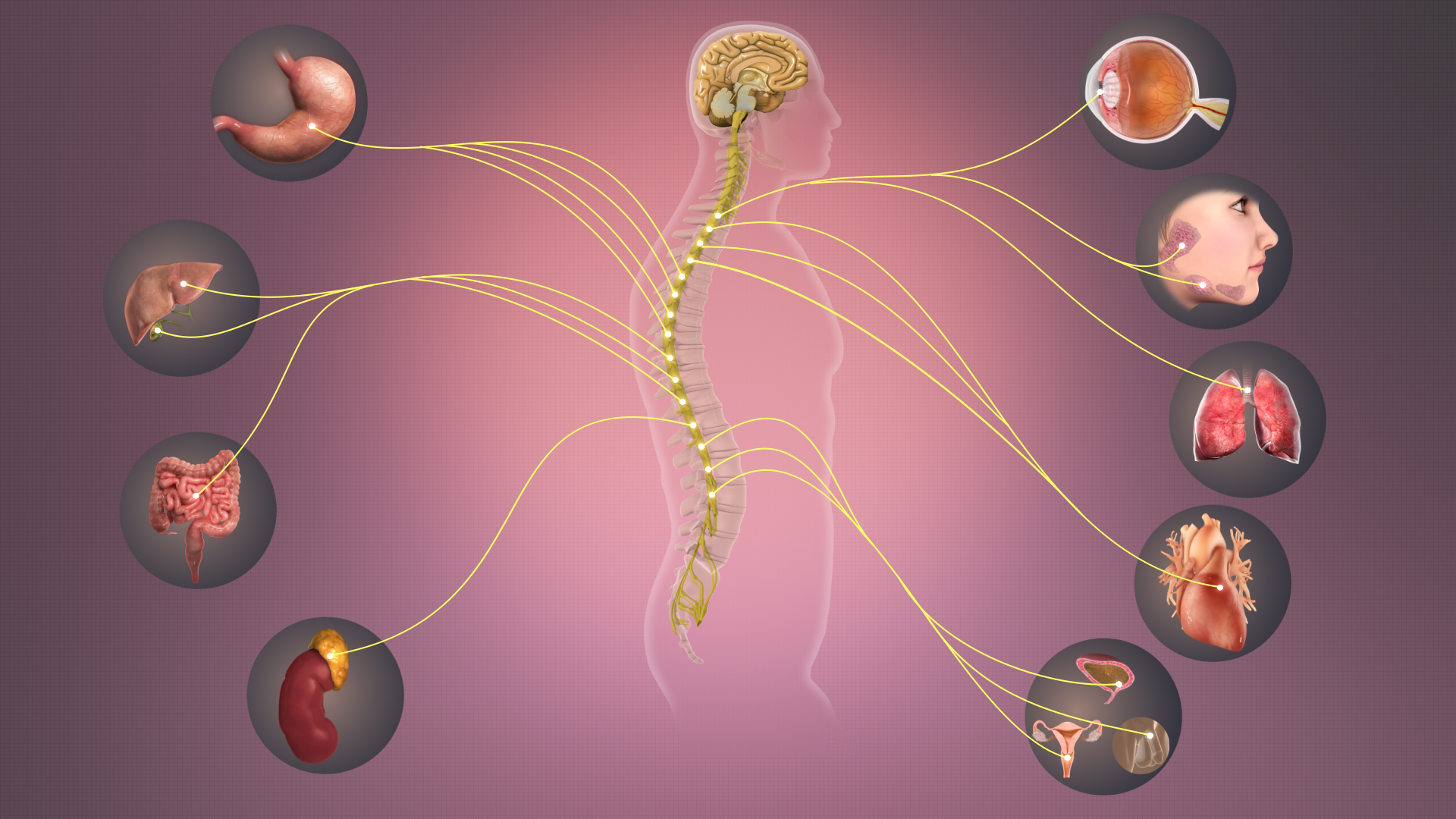
الجهاز العصبي الودي يمكن أن يزيد من معدل ضربات القلب، ويوسع الممرات الهوائية، ويقلل من حركة الأمعاء الغليظة، ويسبب انقباض الأوعية الدموية (باستثناء الشرايين الدماغية والتاجية)، ويزيد من حركة المريء، والعديد من التغييرات الأخرى في الجسم.

- القصبة الهوائية والقصيبات الهوائية: تتوسع
- لب الكظر: إفراز هرمون الأدرينالين والنورأدرينالين
- الكلية: إفراز هرمون الرنين
- حالب والمثانة:
- الجهاز التناسلي الذكري: يحفز القذف
- القلب: يرفع سرعة القلب، كما يزيد من قوة انقباض القلب
- الاوعية الدموية: الانقباض ماعدا في (القلب والعضلات وغيرها)
- الجهاز الهضمي: الانخفاض في حركة العضلات.